# Sektor Gasa
Sektor gasa (russisch Сектор газа; kann im Russischen Gas-Sektor oder Sektor des Gases, aber auch Gazastreifen bedeuten) ist eine bekannte Punk-Band aus Woronesch, Russland, um den Bandleader Juri Nikolajewitsch Klinskich (russisch Юрий Николаевич Клинских) (Spitzname Choi) und ansonsten wechselnder Besetzung.

## Geschichte
Die Musikgruppe wurde 1987 gegründet.
Der Name der Band leitet sich ab vom inoffiziellen Namen eines Stadtteils der Stadt Woronesch, von dem die Band singt, dass die Umwelt dort durch die vielen Gasfabriken so verseucht sei, dass niemand 40 Jahre alt werde. Tatsächlich verstarb der Bandleader Juri Choi am 4. Juli 2000 bereits im Alter von 35 Jahren aufgrund eines Herzversagens.
Einige ehemalige Bandmitglieder gründeten nach dem Tode Chois die Band Ex-Sektor gasa, die jedoch bei weitem nicht so bekannt wurde wie das Original. Da viele Sektor-Gasa-Fans den Namen als Anmaßung betrachteten, benannte sich Ex-Sektor Gasa schließlich in „Woronesch“ um.
„Sektor Gasa“ zählte neben „Kino / (Wiktor Zoi)“ zu den bekanntesten und erfolgreichsten Rockbands der russischen Rockgeschichte.

## Stil
Der musikalische Stil der Band zeichnet sich durch melodisch klingende, stark von Obszönitäten geprägte Stücke, deren Experimentierfreudigkeit, nur von deren wildem, emotionellen Glanz übertroffen wird. Das Repertoire lässt sich vor allem unterteilen in sozialkritische Stücke, Interpretationen russischer Volkslieder, mystische Stücke über Vampire und Werwölfe, Rockballaden und nicht zuletzt auch metal-artige Stücke.

## Diskografie
- 1989: Плуги-вуги (dt. Pflüge-Woogie) [Demo]
- 1989: Колхозный панк (dt. Kolchos-Punk) [Demo]
- 1990: Зловещие мертвецы (dt. Unheilverkündende Tote; entspricht dem russischen Titel des Horrorfilms The Evil Dead, dt. Tanz der Teufel)
- 1990: Ядрёна вошь (dt. Geile Laus)
- 1991: Ночь перед Рождеством (dt. Nacht vor Weihnachten (Heiligabend))
- 1991: Колхозный панк (dt. Kolchos-Punk)
- 1992: Гуляй, мужик! (dt. Lass dich gehen, Mann!)
- 1993: Нажми на газ (dt. Drück auf's Gas oder Gib Gas)
- 1993: Сектор газа (dt. Gassektor oder Gaza Streifen)
- 1994: Танцы после порева (dt. Tänze nach dem Geficke)
- 1995: Туман (einzeln) (dt. Nebel)
- 1994: Кащей Бессмертный (dt. Kaschtschej, der Unsterbliche; eine Punk-Oper aus umgetexteten Coverversionen)
- 1996: Газовая атака (dt. Gasangriff)
- 1997: Наркологический университет миллионов (dt. Narkologische Universität der Millionen)
- 1997: Сектор газа (dt. Gassektor oder Gaza Streifen) (Neuauflage)
- 2000: Восставший из Ада (dt. Auferstanden aus der Hölle; (engl. Hellraiser); erschien erst einige Wochen nach dem Tode Juri Chois)
- 2015: Вой на луну (dt. den Mond anjaulen)

Sonstige
- 1996: Избранное I (Best of I)
- 1996: Избранное II (Best of II)
- 1997: Коллекция (Serie „Collection“ - Neuauflage 11 Alben mit je einem Techno-Remix von A. Brjanzew (DJ Krot) als Bonustrack)
- 1998: Баллады (Balladen)
- 1999: Extasy – weitere Techno-Remixe von DJ Krot
- 1999: Extasy II – weitere Techno-Remixe von DJ Krot
- 2000: Лучшее – Der beste
- 2002: Избранное III (Best of III)
- 2003: Баллады II (Balladen II)